# Gregorio Kamonas
Gregorio Kamonas (en albanés: Grigor Kamona) fue un noble griego-albanés arconte (señor o príncipe) de Kruja y Elbasan entre 1216 y 1253. Se casó con la princesa serbia Komnena Nemanjić, la hija del rey Esteban I Nemanjić, y viuda del príncipe de Albanon Dhimitër Progoni, asegurando el gobierno y la alianza con Serbia. Supuestamente, tuvo el título de sebastos.
De su matrimonio con Komnena tuvo una hija, que se casó con Golem de Kruja, su sucesor.